# Cordăreni
Cordăreni – wieś w Rumunii, w okręgu Botoszany, w gminie Cordăreni. W 2011 roku liczyła 953 mieszkańców.